# Gabriele Kokott-Weidenfeld

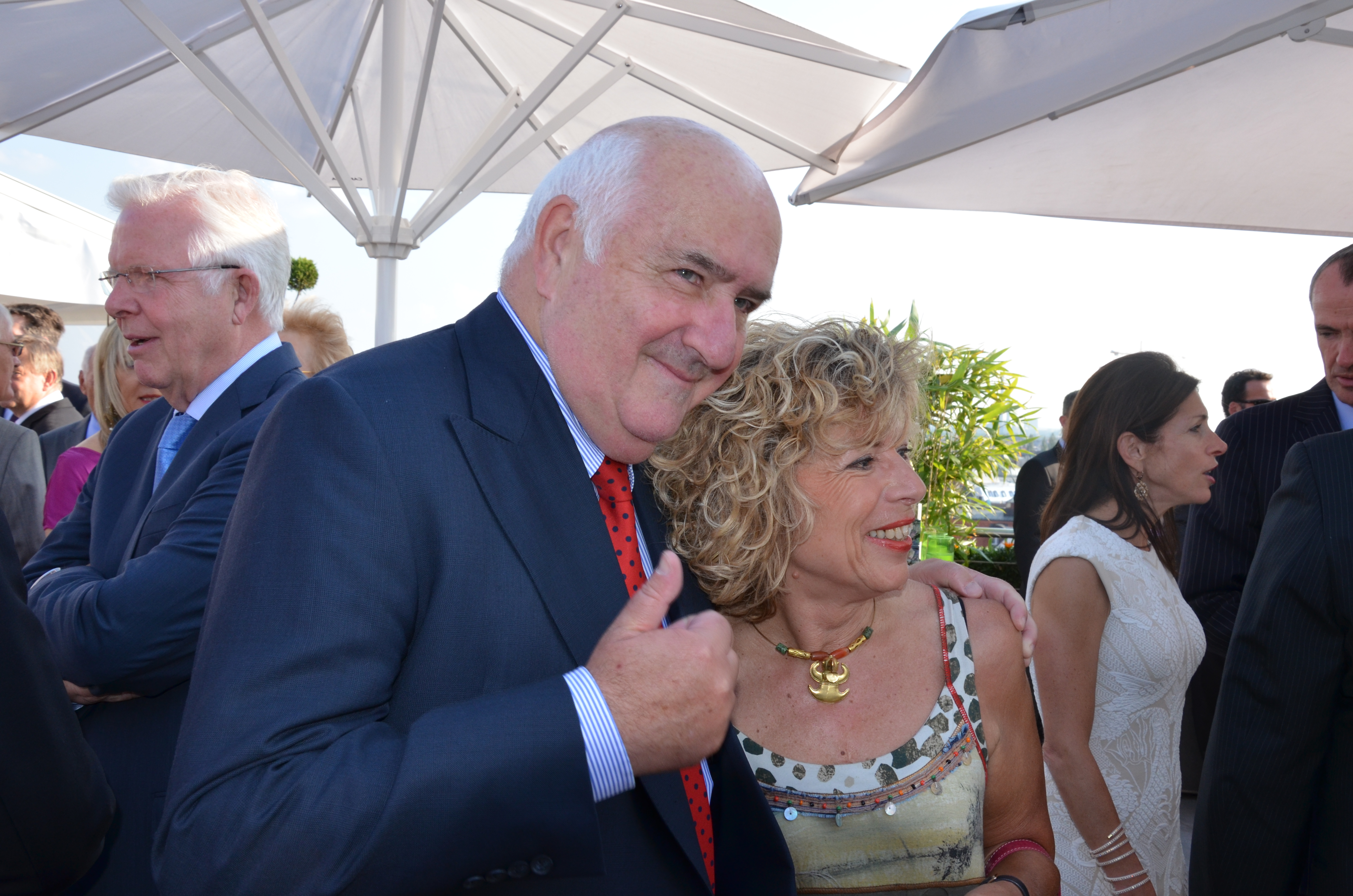
Werner Weidenfeld und Gabriele Kokott-Weidenfeld im Juli 2012

Gabriele Kokott-Weidenfeld (* 1. Mai 1948 in Berlin) ist eine deutsche Politikerin (CDU).

## Leben und Beruf
Nach dem Besuch der Volksschule und dem neusprachlichen Gymnasium legte sie 1966 das Abitur ab. Dem Studium der Rechtswissenschaften und der Politikwissenschaft in Mainz und Bonn folgte 1971 das Erste und 1976 das Zweite Juristische Staatsexamen. Von 1972 bis 1973 war sie im Rahmen einer Forschungstätigkeit an der Universität Bonn tätig. Nach der Referendarausbildung war sie nach 1976 als Regierungsrätin bei der Kreisverwaltung Mainz-Bingen und als Richterin beim Verwaltungsgericht Koblenz tätig. Im Jahr 1978 wurde sie Professorin für Rechtslehre im Fachbereich Sozialarbeit an der FH Koblenz. Weitere Lehraufträge hatte sie an der EWH und an der VWA Rheinland-Pfalz sowie an der HfP und LMU in München.
Kokott-Weidenfeld ist mit dem Politikwissenschaftler und Politikberater Werner Weidenfeld verheiratet.

## Partei
Gabriele Kokott-Weidenfeld ist seit 1965 Mitglied der CDU. Sie war Kreisvorsitzende der JU und Kreisvorsitzende der Frauen Union. Von 1983 bis 1987 war sie Vorsitzende des Bundesfachausschusses Jugendpolitik der CDU. Sie war Mitglied der Zukunftsmission Jugend und im Bundesfachausschuss Medienpolitik des CDU-Bundesvorstandes. In Koblenz war sie Bezirksvorsitzende der Frauen Union Koblenz-Montabaur und Mitglied des CDU-Bezirksvorstands.

## Abgeordnete
Gabriele Kokott-Weidenfeld wurde zum ersten Mal bei der Landtagswahl 1983 in den Rheinland-Pfälzischen Landtag gewählt und gehörte diesem für drei Wahlperioden vom 18. Mai 1983 bis 19. Mai 1996 an. In der 10. Wahlperiode war sie Schriftführende Abgeordnete und Mitglied im Ausschuss für Soziales und Gesundheit, dem Medienpolitischen, dem Rechtsausschuss und dem Wahlprüfungsausschuss. In der 11. Wahlperiode war sie Vorsitzende im Ausschuss für Frauenfragen und Mitglied im Ältestenrat und im Medienpolitischen Ausschuss. In der 12. Periode war sie Mitglied im Ausschuss für Frauenfragen, im Ausschuss für Wissenschaft, Bildung und Weiterbildung sowie dem Medienpolitischen Ausschuss und dem Zwischenausschuss. Von August 1989 bis März 1994 war sie stellvertretende Vorsitzende der CDU-Fraktion.
Sie war 1994 Mitglied der 10. Bundesversammlung.

## Sonstiges Engagement
Sie war Mitglied im Landesjugendwohlfahrtsausschuss, im Jugendwohlfahrtsausschuss der Stadt Koblenz, im Kuratorium der Landeszentrale für politische Bildung, im Kuratorium der Stiftung Rheinland-Pfalz für Kultur, im Vorstand der Arbeitsgemeinschaft für Jugendhilfe in Bonn und Mitglied der Versammlung und Vorsitzende des Rechts- und Zulassungsausschusses der Landeszentrale für privaten Rundfunk Rheinland-Pfalz.

## Ehrungen
- Bundesverdienstkreuz am Bande (1990)